# Świat się kręci
Świat się kręci – polski rozrywkowy program telewizyjny z gatunku talk-show produkowany przez Rochstar, emitowany na żywo od 2 września 2013 do 10 czerwca 2016 w TVP1.

## Tematyka
W programie poruszane były aktualne tematy z kraju i ze świata – polityczne, społeczne, kulturalne. Oprócz tego w każdym wydaniu występowali soliści i zespoły muzyczne. W latach 2014–2015 w programie oficjalnie ogłaszano reprezentantów Polski w Konkursie Piosenki Eurowizji, zaś w 2016 ogłoszono listę uczestników Krajowych Eliminacji do 61. Konkursu Piosenki Eurowizji.

## Prowadzący
| Prowadzący         | Okres prowadzenia             |
| ------------------ | ----------------------------- |
| Agata Młynarska    | wrzesień 2013 – czerwiec 2016 |
| Maciej Kurzajewski | maj 2014 – wrzesień 2015      |
| Artur Orzech       | wrzesień 2015 – czerwiec 2016 |
| Anna Popek         | kwiecień 2016 – czerwiec 2016 |

Od września 2013 do maja 2014 jedyną prowadzącą była Agata Młynarska. W maju 2014 z powodu kłopotów zdrowotnych prezenterkę zastępował Maciej Kurzajewski. Od września 2014 do września 2015 Kurzajewski prowadził program na zmianę z Młynarską. Od września 2015 do czerwca 2016 program na zmianę z Młynarską prowadził Artur Orzech. W kwietniu 2016 roku trzecią gospodynią programu została Anna Popek.

## Emisja
Program emitowany było od poniedziałku do piątku w paśmie popołudniowo-wieczornym: od premiery do 3 maja 2016 o godzinie 18.30, a od 4 maja do 10 czerwca 2016 o godzinie 16.00. TVP1 wyemitowała ostatni odcinek 10 czerwca 2016. Program miał zostać zastąpiony nowym, Co słychać, Polsko?, który nie doczekał się emisji. Od 27 lutego 2017 w godzinach porannych (od 6:00 do 8:00) był nadawany program śniadaniowy Dzień dobry, Polsko!, który współprowadziła m.in. Anna Popek.